# Всегда виновен
«Всегда виновен» (рум. Osânda, известны варианты перевода «Приговор» и «Кара») — фильм румынского режиссёра Серджиу Николаеску, премьера которого состоялась в 1976 году. Социальная драма. Актёр Амза Пелля на Московском международном кинофестивале в 1977 году получил приз за лучшее исполнение мужской роли.

## Сюжет
1919 год, Румыния. Манлаке Преда (Пелля), мужчина 40-45 лет, возвращается на родину после того, как 10 лет провёл на каторге и ещё 2 года воевал на фронтах Первой мировой войны. Уголовное наказание он отбывал за убийство местного помещика. Нынешний хозяин земель, племянник убитого, господин Леон (Шаффер) неожиданно приветливо встречает Манлаке и даёт ему работу главного конюха. Наладив быт, Преда не сразу, но тепло и с душой отзывается на любовь местной красавицы, 25-летней Руксандры (Павелеску). Скоро девушка объявляет о своей беременности.
Жена Леона Магда Параяну открыто скучает от провинциального быта и увлечения мужа хозяйствованием в деревне. Она пытается обольстить Манлаке, но безрезультатно. Вскоре женщина нанимает двух преступников, которые убивают её мужа, возвращавшегося ранним утром из деловой поездки в город (этот факт вскоре открыто обсуждается на деревенских улицах и в городских салонах). Случайным свидетелем нападения становится Манлаке, который спешит на помощь помещику. Зная отношение окружающих к своему прошлому, сам в полицию о преступлении он не заявляет. В деревню прибывает полицейская бригада под руководством городского прокурора (Николаеску). Первый шаг жандармов — попытка задержать и допросить бывшего каторжника Преда. Не дожидаясь ареста тот скрывается в лесу. Вскоре ему даёт кров дед Петраче (Мафтей) — смотритель железнодорожного переезда.
Жандармы выслеживают Манлаке, но ему вместе с дедом Петраче удаётся скрыться на болотах. Сам Преда при этом получает пулевое ранение. Когда он засыпает, старик отправляется в город за лекарствами. Там его задерживает полиция. Дед Петраче неожиданно берёт на себя вину в убийстве помещика Леона Параяну и, кроме того, говорит, что он, якобы, зарезал Преда за его желание донести на него в полицию. На следующее утро старика находят повешенным в камере. Формально дело закрыто, но слишком многим неугоден остающийся на свободе сильный и независимый Манлаке. Он скрывается на заснеженном перевале в хижине пастуха. Вскоре его находит Руксандра. Скромное счастье двоих возлюбленных длится недолго. Руксандра и младенец умирают при родах. Спустя несколько месяцев, весной, около могилы Руксандры, жандарм Ион убивает Манлаке.

## В ролях
- Амза Пелля — Манлаке Преда
- Иоана Павелеску — Руксандра
- Серджиу Николаеску — прокурор
- Эммерих Шаффер — помещик Леон Параяну
- Айми Якобеску — помещица Магда Параяну
- Георге Диникэ — жандарм Ион
- Эрнст Мафтей — дед Петраче

## Награды
- 1977 год — Московский международный кинофестиваль, актёр Амза Пелля (Манлаке Преда) — лучший исполнитель мужской роли. По утверждению Серджиу Николаеску фильм должен был получить главный приз ММКФ. Министр культуры СССР звонил кинематографическому руководству Румынии и осведомлялся, сможет ли в Москву на вручение награды прилететь режиссёр. Однако Николаеску был занят на съёмках очередного фильма и выехать отказался. В результате приз был вручён только за актёрское мастерство Амза Пелля, который присутствовал в Москве на фестивале[4].
- 1977 год — Картина была выдвинута от Румынии на получение премии «Оскар» за лучший фильм на иностранном языке, но в финальную группу не прошла.